# Pýrgos (prefekturhuvudort)
Pýrgos är en prefekturhuvudort i Grekland.   Den ligger i prefekturen Nomós Ileías och regionen Västra Grekland, i den södra delen av landet, 200 km väster om huvudstaden Aten. Pýrgos ligger 25 meter över havet och antalet invånare är 22 399.
Terrängen runt Pýrgos är platt åt sydväst, men åt nordost är den kuperad. Havet är nära Pýrgos åt sydväst. Runt Pýrgos är det ganska tätbefolkat, med 185 invånare per kvadratkilometer. Pýrgos är det största samhället i trakten. Trakten runt Pýrgos består till största delen av jordbruksmark.